# Hylaeus yasumatsui
Hylaeus yasumatsui là một loài Hymenoptera trong họ Colletidae. Loài này được Snelling mô tả khoa học năm 1970.